# JUSTA RADIO
JUSTA RADIO（ジャスタ・レディオ）はTOKYO FMで放送されていたラジオ番組。
パーソナリティは茂木欣一（東京スカパラダイスオーケストラ）。2003年4月放送開始。2011年3月26日放送終了。放送時間、ネット局などが時期によって異なっていた。

## ネット局
- 2003年4月 - 2004年3月：この期間だけ、ジャパンエフエムネットワーク制作。一部放送局で放送。
- 2004年4月 - 2005年9月：これ以降はTOKYO FM制作。『MOTHER MUSIC RECORDS』として放送。JFN全国38局ネット。→MOTHER MUSIC RECORDSを参照
- 2005年10月 - 2006年3月：『エンジャパンpresents JUSTA RADIO』として放送。TOKYO FM、FM OSAKA、FM AICHIの3局だけで放送。
- 2006年4月 - 2007年3月：『Shell Sound Ignition - JUSTA RADIO』として放送。JFN全国38局ネット。→Shell Sound Ignitionを参照
- 2007年4月 - 2007年9月：番組名が『JUSTA RADIO』となる。引き続きJFN全国38局ネット放送。
- 2007年10月 - 2010年3月：番組がTOKYO FMローカル放送へ変わり、金曜深夜に放送。
- 2010年4月 - 2010年6月：金曜深夜から金曜夜に移動。
- 2010年7月 - 2011年3月：金曜夜から土曜深夜に移動。
- 2013年6月：『au PERFECT SYNC. JUSTA RADIO』として全4回放送。JFN全国38局ネット。これにより『EXILE EX-PRESS』は、30分の短縮放送。

## 放送時間
- 2004年4月 - 2005年9月：毎週木曜22:00 - 23:55
- 2005年10月 - 2006年3月：毎週日曜21:30 - 21:55
- 2006年4月 - 2007年3月：毎週土曜12:00 - 12:30（一部地域を除く）
- 2007年4月 - 2007年9月：毎週日曜23:30 - 23:55
- 2007年10月 - 2010年3月：毎週金曜27:00 - 27:30（土曜未明3:00 - 3:30）
- 2010年4月 - 2010年6月：毎週金曜21:30 - 21:55
- 2010年7月 - 2011年3月：毎週土曜24:00 - 24:30（日曜未明0:00 - 0:30）
- 2013年6月：毎週土曜22:30 - 22:55